# Arousal (User Experience)
L'Arousal, nell'ambito della User Experience, è una misura non categoriale delle emozioni che non fornisce informazioni sulla felicità o tristezza dell'utente, ma solo l'intensità dello stato emozionale. Tale stato di attivazione generale dell'organismo è molto adottato in psicologia nello studio delle motivazioni (un basso livello di arousal induce a compiere le azioni meno volentieri), nel decision making e nella soluzione di problemi (ad esempio bassi livelli di arousal creano difficoltà in questo ambito) e più in generale come parametro in grado di influenzare ogni nostra attività.

## L'Arousal nella User Experience
Nell'ambito della User Experience, il livello di arousal è stato utilizzato per esempio per misurare il livello di attivazione nei giocatori di videogame; alcune ricerche hanno evidenziato che alcune caratteristiche o elementi dei giochi, come la quantità di sangue in un videogioco violento possono far aumentare significativamente il livello di arousal, come rivelano sia le misure della frequenza cardiaca sia le risposte dei soggetti alle domande degli sperimentatori. Alcune ricerche hanno anche correlato azioni dell'utente (per esempio i click sul mouse) alle modifiche dell'arousal, notando come forza e frequenza di pressione di un bottone del joystick possano essere capaci, in specifici contesti, di evidenziare aumenti e diminuzioni dell'attivazione.